# Novi Pazar (Sérvia)
Novi Pazar (em cirílico: Нови Пазар) é uma vila da Sérvia localizada no município de Novi Pazar, pertencente ao distrito de Ráscia, na região de Stari Vlah, Ráscia e Sanjaco. A sua população era de 60638 habitantes segundo o censo de 2011.

## Demografia
| 1948  | 1953  | 1961  | 1971  | 1981  | 1991  | 2002  | 2011  |
| ----- | ----- | ----- | ----- | ----- | ----- | ----- | ----- |
| 11992 | 14104 | 20706 | 28950 | 41099 | 51749 | 54604 | 60638 |